# 広祥院

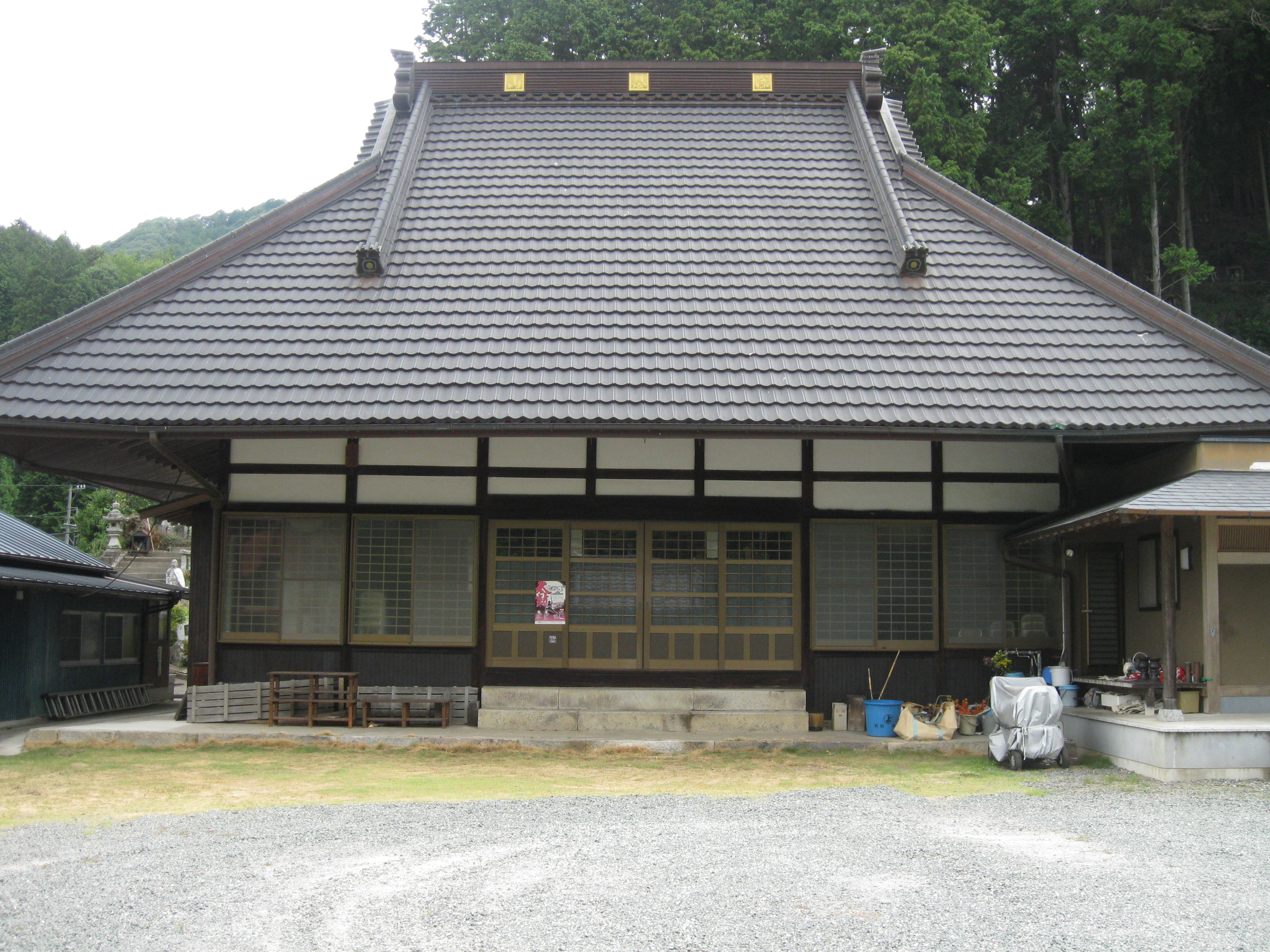
広祥院本堂

広祥院（こうしょういん）は、愛知県岡崎市桜形町にある曹洞宗の寺院。山号は深恩山。

## 歴史
寺伝によれば、暦応2年（1339年）に足利尊氏の命令で高師氏が三河国日近郷に八幡社とともに寺院を建立したのが始まりとされる。当初は深恩院總持寺と号する真言宗の寺であった。しかし、延文年間（1356年 - 1360年）に深恩院と總持寺は分離され、本尊なども總持寺に移されたうえ現在の岡崎に移転したため、日近郷に残った深恩院はやがて廃退した。
文明年間（1469年 - 1487年）、作手の川尻城から日近の名之内城に奥平貞昌が移ったのち、加茂郡の梁山妙昌寺・華岳融に帰依。深恩院の跡地に伽藍を建立して曹洞宗の寺として再建した。旧名から山号の深恩山が取られ、当初は貞昌の持仏であった延命地蔵菩薩を本尊としたという。この像は現在の本尊に胎内仏として収められており、旧額田町の指定文化財に指定され、岡崎市への合併に伴って市文化財になっている。
当寺院裏手には日近城と、奥平家臣の墓があるなど、武士との関係が強い寺院であった。また明治初期、桜形学校（現形埜小学校）の仮校舎として、当寺院法堂を使っていた時期があった。

## 関連事項
- 岡崎市
- 額田町
- 形埜村